# ヨッシー ウールワールド
『ヨッシー ウールワールド』（英: Yoshi's Woolly World）は、任天堂とグッド・フィールが開発し、任天堂より2015年7月16日に発売されたWii U用アクションゲーム。アメリカでは同年10月16日、ヨーロッパでは同年6月26日に発売。
本稿では、2017年1月19日に発売されたニンテンドー3DS向けの移植作品『ポチと! ヨッシー ウールワールド』（英: Poochy & Yoshi's Woolly World）についても記述する。

## 概要
『スーパーマリオ ヨッシーアイランド』などの流れをくむ横スクロールアクションゲーム。開発は2010年発売のWii用ソフト『毛糸のカービィ』と同じくグッド・フィールと任天堂が手がけている。
今作では主人公のヨッシーの姿があみぐるみになっており、ゲーム内の世界全体が手芸用品でできている。これらは単なる表現方法の1つというだけではなく、「毛糸を編んで足場を作る」「毛糸をほどいて隠されたアイテムを見つける」といったように、素材を活かした様々なアクションや仕掛けに利用されている。
本作の発売日と同日に、本作のパッケージ版と「amiibo あみぐるみヨッシー みどり」（後述）がセットになった「ヨッシー ウールワールド amiiboセット」も発売された。

## システム
ワールド
6つのワールドにそれぞれ8つのコースがある。ワールド内のアイテム「スペシャルフラワー」（後述）を入手することで新たなコースが追加される。
ゲームモード
従来シリーズの操作性を引き継いだ「おなじみモード」とアクションゲームが苦手なプレイヤーを補助する「エンジョイモード」があり、プレイ中に任意で変更できる。「エンジョイモード」を選ぶと、スタート時のハート（体力）が増える、ヨッシーに羽が生え空を飛べる、回復アイテムのハートが通常の2倍現れる、といった状態でプレイできる。
アクション
「ジャンプ中に少しの間空中にとどまる（ふんばりジャンプ）」「敵を食べて毛糸玉をつくる」「毛糸玉を投げる」などのアクションを行う。毛糸玉の投げ方は、狙いを定める「じっくりモード」と次々に投げる「いけいけモード」の2種類がある。
パワーバッジ
コースのプレイ中に特別な能力を1つだけ身につけることができる（被ダメージの軽減、穴に落ちても復帰できる、など）。使用するにはコース内にある多くの「ビーズ」が必要。特定のコースをクリアするごとに種類が増えていく。
ヨッシールーム
「クラフトウール」（後述）を集めて救出したヨッシーと交代してプレイできる。
変身
「変身とびら」に入るとヨッシーが「パラソル」「バイク」などの様々な姿に変身する。変身できる時間は20秒（エンジョイモード時は30秒）で、時間内にフロア内の出口に到達できないと入口に戻される。
協力プレイ
ヨッシーシリーズで初めて2人同時プレイに対応。協力プレイ時は相手のヨッシーを食べて毛糸玉にしたり、ヨッシーの上に乗って高くジャンプすることなどが可能になる。なお、『ポチと! ヨッシー ウールワールド』にはこのシステムは無い。
おもいでギャラリー
毛糸玉を当てた敵を閲覧したり、ゲーム内の音楽を聞いたりすることができる。
ボスチャレンジ
エンディングを迎えた後に追加されるモード。これまで戦ったボスたちと順番に対戦できる。元の状態よりスピードが速くなり攻撃方法も変化している。

## アイテム
クラフトウール
仲間のヨッシーの体がほどけた毛糸の束。各コースに5つずつある。全て集めると元の姿に戻り、プレイ時に選択できるようになる。
ビーズ
ステージ内にたくさんある小さい玉。パワーバッジを使う際に必要となる。
ハンコワッペン
表面にハンコの絵柄がプリントされたワッペン。各コースに20個ある。一定数集めることで、Miiverseで使えるハンコが手に入る。全70種類。
スペシャルフラワー
顔のついた花。各コースに5つずつある。1つのワールド内のものを全て入手すると「スペシャルコース」が、全ワールドのものを入手すると「スペシャルワールド」が追加される。
ハート
ヨッシーの体力を回復する。

## メインキャラクター
ヨッシー
海に囲まれた島「クラフトアイランド」に住んでいる種族。島にやってきたカメックの魔法により仲間たちがクラフトウールにされてしまう。選択したファイル番号に応じた色のヨッシーとあかヨッシーだけは難を逃れ、仲間を助けるため冒険に赴く。
ポチ
大きな口を持つ犬のような生き物。一部のコースやパワーバッジの能力を使った際に登場し、ヨッシーの冒険を手助けする。2017年1月18日に配信された更新データ「Ver.1.1.0」により、ボス戦以外の場面で「あみぐるみポチ」のamiiboを用いることで任意に呼び出せるようになった（『ポチと! ヨッシー ウールワールド』では初めから対応している）。
カメック
クラフトアイランドのヨッシーたちをクラフトウールに変えた魔法使い。砦や城では魔法で敵を巨大化させヨッシーに仕向ける。終盤のコースでは度々登場し、ヨッシーの邪魔をしてくる。
ベビィクッパ
最終コースで登場するボス。ヒップドロップや口からの火炎攻撃を仕掛けてくる。最終的にはカメックの魔法によって城を破壊するほど巨大化した「ビッグベビィクッパ」へと変貌する。

### ボスキャラクター
- ビッグチョロプー(1回戦～3回戦)
- ビッグドンブリ
- ビッグパタパタ (1回戦～3回戦)
- ビッグホットドッグん
- ビッグコッコさん
- ビッグパックン
- ビッグアイスムーチョ
- ベビィクッパ

## amiibo
本作に対応するamiiboとして、本作の発売と同日の2015年7月16日に「あみぐるみヨッシー」（みどり、ピンク、みずいろの3種）が、同年12月10日には大きいサイズの「あみぐるみヨッシー ビッグ」が発売された。これらは、ゲーム内のヨッシーと同様にあみぐるみでできている。ゲーム内で読み込むと通常のヨッシーとは別にもう1人のヨッシーが現れ、2人を同時に操作できるようになる。また、救出したヨッシーの柄をamiiboに書き込むと、その柄のヨッシーを呼び出すことができる。
このほか、「大乱闘スマッシュブラザーズシリーズ」や「スーパーマリオシリーズ」などのamiiboの一部にも対応している。これらのamiiboを読み込むと、それぞれのキャラクターにちなんだ柄のヨッシーでプレイできる。なお、前述の2つのシリーズに含まれるヨッシーのamiiboを読み込むと、あみぐるみヨッシーのamiiboと同じように機能するが、デザインはそれぞれ異なる。また、非対応のamiiboを読み込んだ場合はamiiboのロゴが描かれたヨッシーが登場する。
『ポチと! ヨッシー ウールワールド』の発売日と同日の2017年1月19日には「あみぐるみポチ」のamiiboが発売された。読み込むと、ポチを呼び出しヨッシーと共に冒険できるようになる。

## ポチと! ヨッシー ウールワールド
『ポチと! ヨッシー ウールワールド』（英: Poochy & Yoshi's Woolly World）は、任天堂とグッド・フィールが開発し、任天堂より2017年1月19日に発売されたニンテンドー3DS用アクションゲーム。2015年7月16日発売のWii U用ソフト『ヨッシー ウールワールド』の移植作品で、後述のように新たな要素も追加された。
本作の発売日と同日に、本作のパッケージ版と「amiibo あみぐるみポチ」「amiibo あみぐるみヨッシー ピンク」がセットになった「ポチと! ヨッシー ウールワールド amiiboセット」も発売された。

### 主な追加要素
パタパタヨッシー
ゲーム初心者向けのモード。ヨッシーの背中に羽が生え、ジャンプボタンを押している間、常に空中を飛び続ける状態になる。
またこのモードでは、ポチを小さくしたような新キャラクター「コポチ」3匹がヨッシーの後をついてくる。このコポチは、「隠された仕掛けに近づいて知らせる」「目の前の敵に体当たりで攻撃する」「毛糸玉のかわりに投げることができる」といった能力で冒険をサポートする。
ドッグラン
ポチが主役のモード。自動的に走り続けるポチを操作しながら専用コースのクリアを目指す。
エディットヨッシー
ヨッシーの体の表面にプレイヤーが自由に模様を描くことができるモード。このヨッシーは、ゲーム内で使用したり、すれちがい通信で別のプレイヤーに送ったりすることができる。
ヨッシーシアター
ヨッシーとポチのやり取りを描いたコマ撮りアニメを計30編収録。このアニメは、「どーもくん」などの映像制作で知られる会社「ドワーフ」が手がけている。

## 関連商品・コンテンツ
- 大乱闘スマッシュブラザーズ for Wii U - 本作をモチーフにしたステージや音楽（アレンジ含）が本作の発売に先駆けて登場[12][13]。
- 大乱闘スマッシュブラザーズ SPECIAL - 操作キャラクターの能力を強化する要素「スピリッツ」として、「あみぐるみヨッシー」「あみぐるみポチ」が登場。
- 手芸パック ヨッシーウールワールド - 本作キャラクターのあみぐるみを作れるキット。ヨッシーとポチのものが数種類ある。ハマナカから発売[14]。
- ゲームセンターDX 「ヨッシー ウールワールド」 - 濱口優（よゐこ）による本作のプレイ動画[15]。
- 3DSテーマ「ヨッシー ウールワールド あみぐるみヨッシーがいっぱい」 - 本作をモチーフにしたニンテンドー3DS用のテーマ。